# Rhopalochernes beckeri
Espèce
Rhopalochernes beckeri est une espèce de pseudoscorpions de la famille des Chernetidae.

## Distribution
Cette espèce est endémique du Guatemala. Elle se rencontre vers sur Quetzaltenango.

## Publication originale
- Beier, 1953 : Pseudoscorpione aus El Salvador und Guatemala. Senckenbergiana biologica, vol. 34 , p. 15-28.